# こがね丸 (3代)

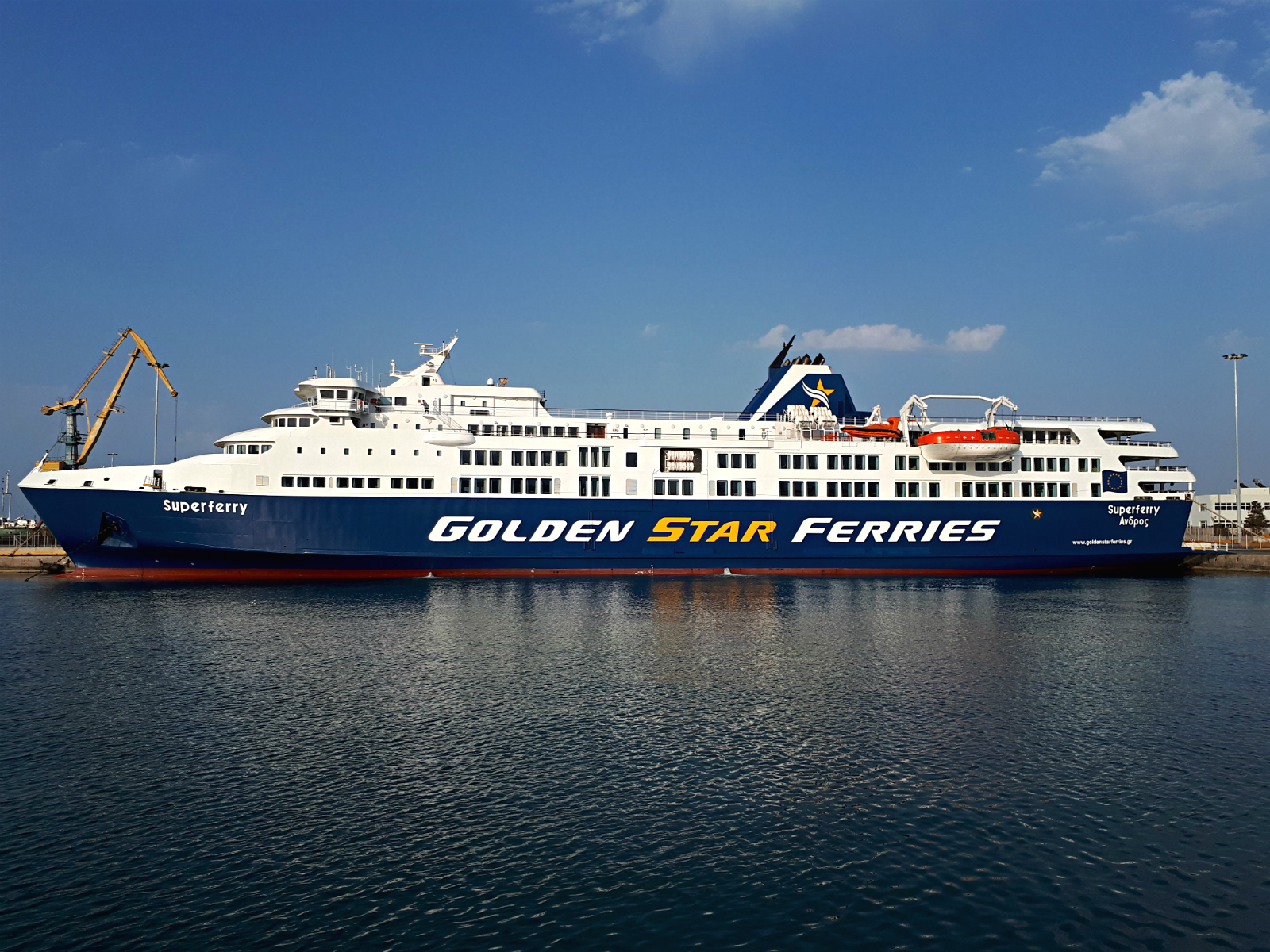
スーパーフェリー。ギリシャへ移籍後、フロアの増設が施された。

こがね丸（こがねまる）は、佐渡汽船が運航していたフェリー。本項目では、1995年就航の3代目を取り扱う。

## 概要
おとめ丸 (2代)の置き換えとして神田造船所川尻工場で建造され、1995年3月に就航した。
あかね (高速フェリー)の就航により、2015年4月20日に引退した。
その後、ギリシャのGolden Star Ferriesに売却されSUPER FERRYとなり、2017年9月現在ピレウスとミコノス島の間で運航されている。

### 航路
直江津-小木航路
- 直江津港（上越市） - 小木港（佐渡市）

所要時間2時間30分。こさど丸の引退により、2008年4月1日から引退までの間は、1日1.5往復の奇数日と偶数日でダイヤが異なる変則的な運航となった。なお、第2・第4の金・土曜は1日2往復、繁忙期は1日最大3往復、冬季は全面運休するが年末年始に限り1日1往復を運航していた。

## 船内設備
1・2階
車両甲板とし（2階の車両甲板は可動甲板であった。）
3階
客用の港との連絡通路・二等船室・車両甲板からの各階段や・一階車両甲板からの直通エレベーターの出入り口・フロント・売店・ゲームルーム・喫煙所・スナックコーナー・イベントプラザ・ペットルームほか。
4階
二等船室・一等ジュータン室(枕、毛布有り。全席指定)
イベントプラザ(上部)
5階には
一等船室(イス席)・特等船室・上部甲板(屋上)
6階
スイートルーム